# Watashi no Yuri wa Oshigoto Desu!
Watashi no Yuri wa Oshigoto Desu! (私の百合はお仕事です!?), también conocida como Yuri Is My Job! en inglés y Café Liebe en España y de forma abreviada como WataYuri (わたゆり?), es una serie de manga yuri japonés escrito e ilustrado por Miman. Comenzó a publicarse por primera vez en Comic Yuri Hime de Ichijinsha el 18 de noviembre de 2016, y hasta el momento, se ha compilado en trece volúmenes tankōbon.
El manga tiene licencia en inglés de Kodansha USA. El lanzamiento en inglés también marcó el debut de Kodansha Comics en la publicación de manga yuri en 2019.
Una adaptación a serie de anime producida por los estudios Passione y Studio Lings se emitió entre abril y junio de 2023.

## Argumento
Hime es una chica de secundaria que se preocupa profundamente por su imagen como una princesa dulce y servicial, pero por dentro solo se preocupa por sí misma. Entonces, cuando accidentalmente hiere a la gerente de un café llamada Mai, está dispuesta a cubrir algunos turnos para mantener intacta su fachada. Hime termina trabajando como camarera en un lugar que es en parte café, en parte teatro, donde todas las camareras fingen ser estudiantes en un internado ficticio para niñas conocido como Liebe Girls Academy. Hime se siente atraída por otra mesera en el café, quien frente a los clientes le da a Hime amor y devoción como nunca antes. Sin embargo, detrás de escena, la chica parece odiarla.

## Personajes
Los nombres representan el nombre real de un personaje/nombre en Liebe Girls Academy.
Shiraki Hime (白木 陽芽 Hime Shiraki?) / Shirasagi
 Seiyū: Yui Ogura (PV y anime), Susana Moreno (español latino)
Hime sueña con casarse con un rico y vivir una vida fácil de riqueza. Para lograr su sueño, siempre presenta una personalidad encantadora para ganarse el cariño de los demás, dejando que pocos conozcan su verdadero carácter.
Yano Mitsuki (矢野 美月 Mitsuki Yano?) / Ayanokouji
 Seiyū: Sumire Uesaka (PV y anime), Mariana Ortiz (español latino)
Una chica hermosa y elegante que interpreta el papel de una amable senpai en el salón. Rápidamente comienza a sentir aversión por Hime, ya que, sin que Hime lo sepa, las dos son viejas amigas que se separaron en malos términos.
Mamiya Kanoko (間宮 果乃子 Kanoko Mamiya?) / Amamiya
 Seiyū: Minami Tanaka (anime), Verania Ortiz (español latino)
Una chica tímida que ha sido amiga de Hime desde la escuela secundaria y en realidad conoce la verdadera personalidad de Hime. Kanoko llega a trabajar al café después de seguir a Hime hasta allí.
Chibana Sumika (知花 純加 Sumika Chibana?) / Tachibana
 Seiyū: Makoto Koichi (anime), Cecilia Guerrero (español latino)
Sumika interpreta a una senpai tranquila y serena en el café, sin embargo, fuera del trabajo, se la considera una gal. Sumika se involucra más con Kanoko una vez que comienza a creer que Kanoko puede albergar sentimientos no correspondidos por Hime.
Mikoshiba Mai (小柴 舞 Mai Mikoshiba?)
 Seiyū: Yukari Tamura (anime), Lupita Leal (español latino)
La gerente de la cafetería. Mai culpa a Hime para que trabaje en el café después de que Hime le lastimara accidentalmente el brazo.
Nene Nishidera (西寺 寧々 Nene Saionji?)
 Seiyū: Asami Seto (anime), Marysol Cervantes (español latino)
Una de las primeras camareras contratadas en el café junto con Sumika, sin embargo, desde entonces se ha mudado para formar parte del personal de cocina.
Yōko Gotō (後藤 葉子 Gotō Yōko?)
 Seiyū: Shizuka Itō, Erika Ugalde (español latino)
Una exmiembro del café. Cuando trabajaba allí, interpretó a un personaje seductor que se interpuso entre la vida personal y profesional de Nene y Sumika. A primera vista, tiene un comportamiento tranquilo y amigable, pero odia a las personas que no se toman el amor en serio.

## Contenido de la obra

### Manga
Watashi no Yuri wa Oshigoto Desu! es escrito e ilustrado por Miman. Comenzó a serializarce en la revista Comic Yuri Hime de Ichijinsha el 18 de noviembre de 2016. Ichijinsha ha recopilado sus capítulos en volúmenes tankōbon individuales. El primer volumen se lanzó el 16 de junio de 2017, y hasta el momento se han lanzado trece volúmenes.
| Volúmenes de manga publicados | Volúmenes de manga publicados | Volúmenes de manga publicados                                    |
| Número                        | Fecha de publicación          | ISBN                                                             |
| ----------------------------- | ----------------------------- | ---------------------------------------------------------------- |
| 1                             | 16 de junio de 2017           | ISBN 978-4-7580-7693-7                                           |
| 2                             | 18 de octubre de 2017         | ISBN 978-4-7580-7739-2                                           |
| 3                             | 18 de abril de 2018           | ISBN 978-4-7580-7804-7                                           |
| 4                             | 15 de noviembre de 2018       | ISBN 978-4-7580-7868-9                                           |
| 5                             | 18 de junio de 2019           | ISBN 978-4-7580-7948-8                                           |
| 6                             | 17 de enero de 2020           | ISBN 978-4-7580-2075-6                                           |
| 7                             | 18 de septiembre de 2020      | ISBN 978-4-7580-2161-6                                           |
| 8                             | 16 de abril de 2021           | ISBN 978-4-7580-2242-2                                           |
| 9                             | 18 de noviembre de 2021       | ISBN 978-4-7580-2325-2                                           |
| 10                            | 18 de mayo de 2022            | ISBN 978-4-7580-2413-6 ISBN 978-4-7580-2414-3 (edición especial) |
| 11                            | 17 de noviembre de 2022       | ISBN 978-4-7580-2472-3                                           |
| 12                            | 17 de mayo de 2023            | ISBN 978-4-7580-2537-9                                           |
| 13                            | 17 de enero de 2024           | ISBN 978-4-7580-2646-8                                           |

### Anime
El 14 de mayo de 2022 se anunció una adaptación de la serie a anime. Está producida por los estudios Passione y Studio Lings, y dirigida por Hijiri Sanpei, con guiones escritos por Naoki Hayashi, diseños de personajes a cargo de Taisuke Iwasaki y música compuesta por Megumi Ōhashi. La serie se estrenó el 6 de abril de 2023 en AT-X y otras redes, contando con 12 episodios en total.
El tema de apertura es "Himitsu Melody" de Yui Ogura, mientras que el tema de cierre es "Yume ga Sametemo" de Ogura y Sumire Uesaka. Crunchyroll obtuvo la licencia de la serie fuera de Asia.
El 22 de marzo de 2023, Crunchyroll anunció que la serie había recibido un doblaje en español latino, la cual se estrenó el 27 de abril.

## Recepción
Rebecca Silverman de Anime News Network le dio al primer volumen una calificación general de B+. Silverman señaló que en el primer volumen estaba «mucho más interesada en los aspectos paródicos de la historia, por lo que los lectores deben estar preparados para más humor que miradas anhelantes reales, y un cierto grado de familiaridad con Class S yuri probablemente hará que el libro más agradable». Anime UK News dio el primer volumen 8/10, elogiando su sólida configuración y notas adicionales de traducción al alemán.
En 2018, Watashi no Yuri wa Oshigoto Desu! fue parte de los 20 finalistas principales presentados en los Next Manga Award de Niconico y Da Vinci. La serie también ha aparecido en el manga más vendido de BookWalker en 2019 y 2020.